# دات جونز
دات جونز (انگلیسی: Dot Jones؛ زادهٔ ۴ ژانویهٔ ۱۹۶۴) یک ورزشکار و هنرپیشه اهل ایالات متحده آمریکا است.
او دانش‌آموختهٔ دانشگاه ایالتی کالیفرنیا در فرزنو است و در همان‌جا، رکوردهای جدیدی در پرتاب وزنه به نام خود ثبت نمود. وی همچنین ۱۵ مرتبه، قهرمان جهان در رشتهٔ مچ اندازی بوده‌است.
دات جونز، سه مرتبهٔ متوالی در سال‌های ۲۰۱۱، ۲۰۱۲ و ۲۰۱۳ میلادی، نامزد دریافت جایزه امی ساعات پربیننده بازیگر زن برجسته مهمان در یک سری کمدی گردیده‌است.

## گزیدهٔ آثار

### سینما
- معلم بد (۲۰۱۱)
- پچ آدامز (۱۹۹۸)
- دختران مادی(۲۰۰۷)

### تلویزیون
- پنگوئن‌های ماداگاسکار (۲۰۱۲)
- گلی (۲۰۱۵–۲۰۱۰)
- ۱۰ چیز که من دربارهٔ تو متنفرم (۲۰۰۹)
- فرار از زندان (۲۰۰۹)
- منتالیست (۲۰۰۹)
- کدبانوهای وامانده (۲۰۰۹)
- به گفته جیم (۲۰۰۸)
- آی کارلی (۲۰۰۸)
- ریبا (۲۰۰۶)
- دارما و گرگ (۱۹۹۸)
- متأهل... دارای بچه (۱۹۹۵–۱۹۹۴)